# Heterorotula nigra
Heterorotula nigra är en svampdjursart som först beskrevs av Lendenfeld 1887.  Heterorotula nigra ingår i släktet Heterorotula och familjen Spongillidae. Inga underarter finns listade i Catalogue of Life.